# Etrumeus micropus
Etrumeus micropus, vrsta morske pelagičke ribe (ona koja ne ovisi o dnu) porodice sleđeva Clupeidae, red Clupeiformes (sleđevke), jedna od tri vrste roda Etrumeus. Raširena je u zapadnom Pacifiku u Južnokineskom moru i uz jugoistočnu obalu Japana. Engleskog naziva za nju nema, a od narodnih naziva postoje samo dva na mandarinskom jeziku. 
Klasificirana je 1846. (Temminck & Schlegel), a sinonim joj je Clupea micropus, Temminck & Schlegel, 1846.